# Zuk Musbih
Zuk Musbih (arab. ذوق مصبح, Zūq Muṣbiḥ) – miejscowość w Libanie, w kadzie Kasarwan, na północnym brzegu Nahr al-Kalb. Zuk Musbih, podobnie jak Zuk Mikajil, powstało na początku XIV wieku jako jeden z sieci posterunków strażniczych (Zuk lub Azwak), chroniących posiadłości mameluckie w Kasarwanie przed szyitami i chrześcijanami. Zamieszkiwane jest obecnie głównie przez maronitów.